# Niemiecka Republika Demokratyczna na Zimowych Igrzyskach Olimpijskich 1980
NRD na Zimowych Igrzyskach Olimpijskich 1980 reprezentowało 53 zawodników: 36 mężczyzn i 17 kobiet. Był to czwarty start reprezentacji NRD na zimowych igrzyskach olimpijskich.

## Zdobyte medale
| Medal  | Zawodnik                                                                    | Dyscyplina           | Konkurencja                  | Rezultat     |
| ------ | --------------------------------------------------------------------------- | -------------------- | ---------------------------- | ------------ |
| Złoto  | Frank Ullrich                                                               | Biathlon             | Bieg na 10 km mężczyzn       | 32:10,69 min |
| Złoto  | Barbara Petzold                                                             | Biegi narciarskie    | Bieg na 10 km kobiet         | 30:31,54 min |
| Złoto  | Marlies Rostock, Carola Anding, Veronika Hesse, Barbara Petzold             | Biegi narciarskie    | Sztafeta 4 × 5 km kobiet     | 1:02:11,10 h |
| Złoto  | Meinhard Nehmer, Bernhard Germeshausen, Bogdan Musiol, Hans-Jürgen Gerhardt | Bobsleje             | Czwórki mężczyzn             | 3:59,92 min  |
| Złoto  | Ulrich Wehling                                                              | Kombinacja norweska  | Indywidualnie                | 432,200 pkt  |
| Złoto  | Anett Pötzsch                                                               | Łyżwiarstwo figurowe | Solistki                     | 189,00 pkt   |
| Złoto  | Karin Enke                                                                  | Łyżwiarstwo szybkie  | Bieg na 500 m kobiet         | 41,78 s      |
| Złoto  | Bernhard Glass                                                              | Saneczkarstwo        | Jedynki mężczyzn             | 2:54,796 min |
| Złoto  | Hans Rinn, Norbert Hahn                                                     | Saneczkarstwo        | Dwójki mężczyzn              | 1:19,331 min |
| Srebro | Frank Ullrich                                                               | Biathlon             | Bieg na 20 km mężczyzn       | 1:08:27,79 h |
| Srebro | Mathias Jung, Klaus Siebert, Frank Ullrich, Eberhard Rösch                  | Biathlon             | Sztafeta 4 × 7,5 km mężczyzn | 1:34:56,99 h |
| Srebro | Bernhard Germeshausen, Hans-Jürgen Gerhardt                                 | Bobsleje             | Dwójki mężczyzn              | 4:10,93 min  |
| Srebro | Jan Hoffmann                                                                | Łyżwiarstwo figurowe | Soliści                      | 189,72 pkt   |
| Srebro | Sabine Becker                                                               | Łyżwiarstwo szybkie  | Bieg na 3000 m kobiet        | 4:32,79 min  |
| Srebro | Melitta Sollmann                                                            | Saneczkarstwo        | Jedynki kobiet               | 2:37,657 min |
| Srebro | Manfred Deckert                                                             | Skoki narciarskie    | Skocznia K-86                | 249,2 pkt    |
| Brąz   | Eberhard Rösch                                                              | Biathlon             | Bieg na 20 km mężczyzn       | 1:11:11,73 h |
| Brąz   | Meinhard Nehmer, Bogdan Musiol                                              | Bobsleje             | Dwójki mężczyzn              | 4:11,08 min  |
| Brąz   | Horst Schönau, Roland Wetzig, Detlef Richter, Andreas Kirchner              | Bobsleje             | Czwórki mężczyzn             | 4:00,97 min  |
| Brąz   | Konrad Winkler                                                              | Kombinacja norweska  | Indywidualnie                | 425,320 pkt  |
| Brąz   | Manuela Mager, Uwe Bewersdorf                                               | Łyżwiarstwo figurowe | Pary sportowe                | 140,52 pkt   |
| Brąz   | Silvia Albrecht                                                             | Łyżwiarstwo szybkie  | Bieg na 1000 m kobiet        | 1:26,46 min  |
| Brąz   | Sabine Becker                                                               | Łyżwiarstwo szybkie  | Bieg na 1500 m kobiet        | 2:12,38 min  |

## Skład kadry

### Biathlon
Mężczyźni
| Zawodnik                                                | Konkurencja         | czas biegu | Kary | Łączny czas | Pozycja |
| ------------------------------------------------------- | ------------------- | ---------- | ---- | ----------- | ------- |
| Frank Ullrich                                           | Bieg na 20 km       | 1:05:27,79 | 3:00 | 1:08:27,79  | srebro  |
| Eberhard Rösch                                          | Bieg na 20 km       | 1:09:11,73 | 2:00 | 1:11:11,73  | brąz    |
| Klaus Siebert                                           | Bieg na 20 km       | 1:07:48,71 | 6:00 | 1:13:48,71  | 15.     |
| Frank Ullrich                                           | Bieg na 10 km       | 32:10,69   | 2    | 32:10,69    | złoto   |
| Klaus Siebert                                           | Bieg na 10 km       | 33:32,76   | 2    | 33:32,76    | 4.      |
| Mathias Jung                                            | Bieg na 10 km       | 35:50,36   | 4    | 35:50,36    | 21.     |
| Mathias Jung Klaus Siebert Frank Ullrich Eberhard Rösch | Sztafeta 4 × 7,5 km | 1:34:56,99 | 3    | 1:34:56,99  | srebro  |

### Biegi narciarskie
Mężczyźni
| Zawodnik         | Konkurencja   | czas       | Pozycja |
| ---------------- | ------------- | ---------- | ------- |
| Alf-Gerd Deckert | Bieg na 15 km | 45:00,40   | 37.     |
| Alf-Gerd Deckert | Bieg na 30 km | 1:30:05,17 | 9.      |
| Alf-Gerd Deckert | Bieg na 50 km | 2:38:13,53 | 26.     |

Kobiety
| Zawodniczka                                                  | Konkurencja       | czas       | Pozycja |
| ------------------------------------------------------------ | ----------------- | ---------- | ------- |
| Barbara Petzold                                              | Bieg na 5 km      | 15:23,62   | 4.      |
| Veronika Hesse                                               | Bieg na 5 km      | 15:31,83   | 7.      |
| Marlies Rostock                                              | Bieg na 5 km      | 15:36,28   | 9.      |
| Ute Nestler                                                  | Bieg na 5 km      | 15:53,38   | 16.     |
| Barbara Petzold                                              | Bieg na 10 km     | 30:31,54   | złoto   |
| Marlies Rostock                                              | Bieg na 10 km     | 31:28,79   | 7.      |
| Veronika Hesse                                               | Bieg na 10 km     | 31:29,14   | 8.      |
| Carola Anding                                                | Bieg na 10 km     | 31:45:82   | 12.     |
| Marlies Rostock Carola Anding Veronika Hesse Barbara Petzold | Sztafeta 4 × 5 km | 1:02:11,10 | złoto   |

### Bobsleje
Mężczyźni
| Osada  | Zawodnik                                                                 | Konkurencja | Ślizg 1 | Ślizg 2 | Ślizg 3 | Ślizg 4 | Łącznie | Pozycja |
| ------ | ------------------------------------------------------------------------ | ----------- | ------- | ------- | ------- | ------- | ------- | ------- |
| GDR-II | Bernhard Germeshausen Hans-Jürgen Gerhardt                               | Dwójki      | 1:02,58 | 1:02,48 | 1:03,31 | 1:02,56 | 4:10,93 | srebro  |
| GDR-I  | Meinhard Nehmer Bogdan Musiol                                            | Dwójki      | 1:02,39 | 1:02,88 | 1:02,86 | 1:02,95 | 4:11,08 | brąz    |
| GDR-I  | Meinhard Nehmer Bernhard Germeshausen Bogdan Musiol Hans-Jürgen Gerhardt | Czwórki     | 59,86   | 1:00,03 | 59,73   | 1:00,30 | 3:59,92 | złoto   |
| GDR-I  | Horst Schönau Roland Wetzig Detlef Richter Andreas Kirchner              | Czwórki     | 1:00,24 | 1:00,35 | 1:00,04 | 1:00,34 | 4:00,97 | brąz    |

### Kombinacja norweska
Mężczyźni
| Zawodnik         | Konkurencja   | Bieg narciarski | Bieg narciarski | Bieg narciarski | Skoki narciarskie | Skoki narciarskie | Skoki narciarskie | Skoki narciarskie | Skoki narciarskie | Skoki narciarskie | Skoki narciarskie | Skoki narciarskie | Łącznie | Pozycja |
| Zawodnik         | Konkurencja   | Czas biegu      | Pozycja         | Punkty          | Skok 1            | Nota              | Skok 2            | Nota              | Skok 3            | Nota              | Punkty            | Pozycja           | Łącznie | Pozycja |
| ---------------- | ------------- | --------------- | --------------- | --------------- | ----------------- | ----------------- | ----------------- | ----------------- | ----------------- | ----------------- | ----------------- | ----------------- | ------- | ------- |
| Ulrich Wehling   | Indywidualnie | 49:24,5         | 9.              | 205,000         | 80,0              | 112,2             | 85,0              | 115,0             | 81,0              | 102,4             | 227,2             | 1.                | 432,200 | złoto   |
| Konrad Winkler   | Indywidualnie | 48:45,7         | 8.              | 210,820         | 73,0              | 97,0              | 81,0              | 104,6             | 83,5              | 109,9             | 214,5             | 5.                | 425,320 | brąz    |
| Uwe Dotzauer     | Indywidualnie | 49:52,4         | 13.             | 200,815         | 80,5              | 112,0             | 81,0              | 105,6             | 82,0              | 105,0             | 217,6             | 4.                | 418,415 | 5.      |
| Gunter Schmieder | Indywidualnie | 49:42,0         | 11.             | 202,375         | 75,0              | 97,2              | 79,0              | 99,9              | 79,5              | 100,0             | 199,9             | 12.               | 404,075 | 8.      |

### Łyżwiarstwo figurowe
| Zawodnik                      | Konkurencja   | Nota   | Pozycja |
| ----------------------------- | ------------- | ------ | ------- |
| Anett Pötzsch                 | Solistki      | 189,00 | złoto   |
| Jan Hoffmann                  | Soliści       | 189,72 | srebro  |
| Hermann Schulz                | Soliści       | 166,70 | 11.     |
| Manuela Mager Uwe Bewersdorf  | Pary sportowe | 140,52 | brąz    |
| Sabine Baeß Tassilo Thierbach | Pary sportowe | 136,00 | 6.      |

### Łyżwiarstwo szybkie
Mężczyźni
| Zawodnik        | Konkurencja   | Konkurencja   | Konkurencja    | Konkurencja    | Konkurencja    | Konkurencja    | Konkurencja    | Konkurencja    | Konkurencja      | Konkurencja      |
| Zawodnik        | Bieg na 500 m | Bieg na 500 m | Bieg na 1000 m | Bieg na 1000 m | Bieg na 1500 m | Bieg na 1500 m | Bieg na 5000 m | Bieg na 5000 m | Bieg na 10 000 m | Bieg na 10 000 m |
| Zawodnik        | Czas          | Miejsce       | Czas           | Miejsce        | Czas           | Miejsce        | Czas           | Miejsce        | Czas             | Miejsce          |
| --------------- | ------------- | ------------- | -------------- | -------------- | -------------- | -------------- | -------------- | -------------- | ---------------- | ---------------- |
| Steffen Doering | 39,06         | 11.           | 1:21,19        | 26.            |                |                |                |                |                  |                  |
| Andreas Dietel  | 39,21         | 13.           | 1:17,71        | 7.             | 1:57,14        | 4.             |                |                | 15:15,03         | 15.              |
| Andreas Ehrig   |               |               |                |                | 1:59,47        | 9.             | 7:14,56        | 10.            | 14:51,94         | 8.               |

Kobiety
| Zawodniczka          | Konkurencja   | Konkurencja   | Konkurencja    | Konkurencja    | Konkurencja    | Konkurencja    | Konkurencja    | Konkurencja    |
| Zawodniczka          | Bieg na 500 m | Bieg na 500 m | Bieg na 1000 m | Bieg na 1000 m | Bieg na 1500 m | Bieg na 1500 m | Bieg na 3000 m | Bieg na 3000 m |
| Zawodniczka          | Czas          | Miejsce       | Czas           | Miejsce        | Czas           | Miejsce        | Czas           | Miejsce        |
| -------------------- | ------------- | ------------- | -------------- | -------------- | -------------- | -------------- | -------------- | -------------- |
| Karin Enke           | 41,78         | złoto         | 1:26,66        | 4.             |                |                |                |                |
| Silvia Albrecht      |               |               | 1:26,46        | brąz           | 2:14,27        | 9.             | 4:47,76        | 14.            |
| Cornelia Jacob       | 42,98         | 6.            |                |                |                |                |                |                |
| Christa Rothenburger | 43,60         | 12.           | 1:29,69        | 18.            |                |                |                |                |
| Sabine Becker        |               |               |                |                | 2:12,38        | brąz           | 4:32,79        | srebro         |

### Saneczkarstwo
Mężczyźni
| Zawodnik               | Konkurencja | Ślizg 1 | Ślizg 2  | Ślizg 3                           | Ślizg 4                           | Łącznie                           | Pozycja                           |
| ---------------------- | ----------- | ------- | -------- | --------------------------------- | --------------------------------- | --------------------------------- | --------------------------------- |
| Bernhard Glass         | Jedynki     | 43,609  | 43,780   | 43,925                            | 43,482                            | 2:54,796                          | złoto                             |
| Dettlef Günther        | Jedynki     | 43,199  | 43,555   | 46,879                            | 43,530                            | 2:57,163                          | 4.                                |
| Hans Rinn              | Jedynki     | 43,802  | 1:24,301 | Nie stanął na starcie 3-go ślizgu | Nie stanął na starcie 3-go ślizgu | Nie stanął na starcie 3-go ślizgu | Nie stanął na starcie 3-go ślizgu |
| Hans Rinn Norbert Hahn | Dwójki      | 39,303  | 40,028   |                                   |                                   | 1:19,331                          | złoto                             |
| Bernd Hahn Ulrich Hahn | Dwójki      | 39,972  | 39,942   |                                   |                                   | 1:19,914                          | 4.                                |

Kobiety
| Zawodniczka      | Konkurencja | Ślizg 1 | Ślizg 2 | Ślizg 3 | Ślizg 4 | Łącznie  | Pozycja |
| ---------------- | ----------- | ------- | ------- | ------- | ------- | -------- | ------- |
| Melitta Sollmann | Jedynki     | 39,289  | 39,640  | 39,360  | 39,368  | 2:37,657 | srebro  |
| Ilona Brand      | Jedynki     | 39,393  | 39,506  | 39,700  | 39,516  | 2:38,115 | 5.      |
| Margit Schumann  | Jedynki     | 39,611  | 39,715  | 39,567  | 39,362  | 2:38,255 | 6.      |

### Skoki narciarskie
Mężczyźni
| Konkurencja            | Skoczek          | Skok 1    | Skok 1 | Skok 2    | Skok 2 | Nota  | Pozycja |
| Konkurencja            | Skoczek          | odległość | Nota   | odległość | Nota   | Nota  | Pozycja |
| ---------------------- | ---------------- | --------- | ------ | --------- | ------ | ----- | ------- |
| Skocznia normalna K-70 | Manfred Deckert  | 85,0      | 121,7  | 88,0      | 127,5  | 249,2 | srebro  |
| Skocznia normalna K-70 | Martin Weber     | 83,0      | 118,5  | 83,5      | 118,3  | 236,8 | 11.     |
| Skocznia normalna K-70 | Henry Glaß       | 81,0      | 114,8  | 81,5      | 116,6  | 231,4 | 15.     |
| Skocznia normalna K-70 | Jochen Danneberg | 83,5      | 118,8  | 77,0      | 103,9  | 222,7 | 20.     |
| Skocznia duża K-90     | Henry Glaß       | 93,5      | 105,6  | 110,5     | 126,4  | 232,0 | 11.     |
| Skocznia duża K-90     | Klaus Ostwald    | 107,0     | 119,0  | 98,5      | 106,1  | 225,1 | 15.     |
| Skocznia duża K-90     | Manfred Deckert  | 102,0     | 111,0  | 100,0     | 108,2  | 219,2 | 15.     |
| Skocznia duża K-90     | Harald Duschek   | 95,5      | 98,9   | 95,0      | 99,7   | 198,6 | 33.     |